# José María Cuasante
José María González Cuasante (nacido en 1945, Fresno de Losa, Burgos, Castilla y León, España) es un pintor español.
En 1970, con 25 años, inicia su carrera artística como maestro de dibujo en la Escuela de Bellas Artes de San Fernando donde dos años después, en 1972, recibe una beca de la Fundación Juan March para que le permitiera seguir sus estudios en el extranjero.
Actualmente es catedrático de la Facultad de Bellas Artes de la Universidad Complutense de Madrid.

## Características de sus obras
Entre sus obras destaca la cercanía al hiperrealismo americano del cual sale el lenguaje fotográfico, cabe destacar también que están centradas en imágenes de la vida cotidiana y de escenas urbanas.
A mediados de la década de los 80, Cuasante abandonará brevemente el realismo fotográfico que ha estado presente en sus obras por el arte de la pintura neoexpresista con base en el dualismo luz-color para volver a retomarlo con más fuerza posteriormente.

## Exposiciones
Cuasante ha realizado 63 exposiciones individuales y más de 120 colectivas. Cabe destacar que Cuasante tiene obra propia catalogada en veinticinco museos o grandes colecciones como la IVAM de Valencia llegando incluso al Chase Manhattan Bank, de Nueva York o algún español como el Museo Nacional Centro de Arte Reina Sofía.

## Medallas
- Premio Castilla y León de las Artes 2007

## Obras
- Introducción al color. Akal. 2005.
- El color de la pintura. H. Blume. 2008.

- Datos: Q16583410